# ساحل وندربیلت (فلوریدا)
ساحل وندربیلت، فلوریدا (به انگلیسی: Vanderbilt Beach, Florida) یک منطقهٔ مسکونی در ایالات متحده آمریکا است که در شهرستان کلیر، فلوریدا واقع شده‌است.

## خصوصیات
ساحل وندربیلت ۰٫۹۱ متر بالاتر از سطح دریا واقع شده‌است.